# Rob Letterman

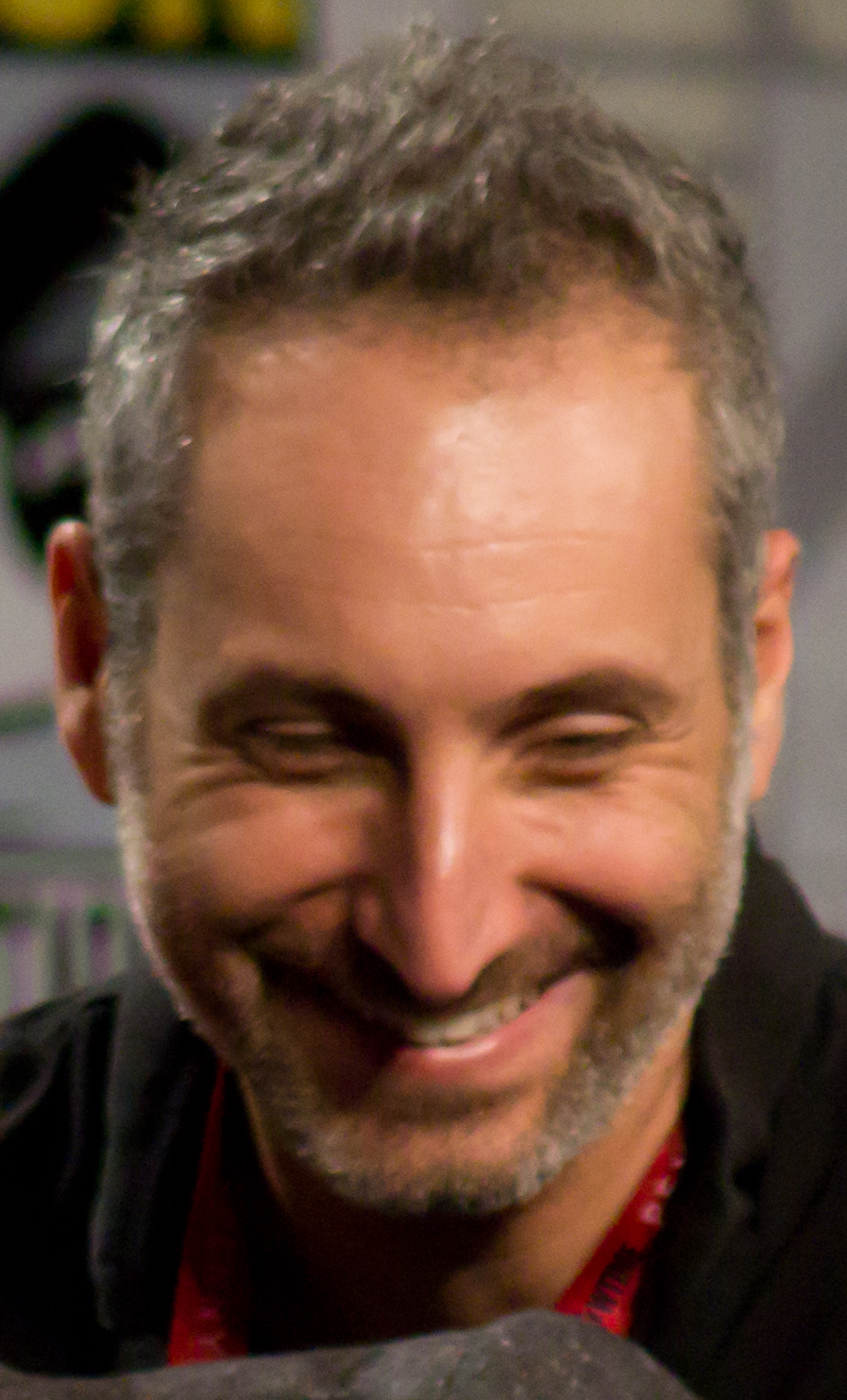
Rob Letterman, 2014

Robert Thomas „Rob“ Letterman (* 31. Oktober 1970 in Honolulu, Hawaii) ist ein US-amerikanischer Filmregisseur und Drehbuchautor.

## Leben
Letterman wurde in Honolulu geboren. Dort besuchte er auch das Mid-Pacific Institute. Seinen Abschluss machte er an der University of Southern California. Während seiner Studienzeit drehte er 1999 seinen ersten Kurzfilm Los Gringos, der 2000 beim Sundance Film Festival lief. Für DreamWorks Animation inszenierte er zusammen mit einem bzw. zwei anderen Regisseuren die Animationsfilme Große Haie – Kleine Fische (2004) und Monsters vs. Aliens (2009). An beiden Filmen war er auch als Drehbuchautor beteiligt.
2010 drehte er seinen ersten Spielfilm Gullivers Reisen – Da kommt was Großes auf uns zu, eine lose Adaption des gleichnamigen Romans. 2019 erschien seine Realfilmverfilmung Pokémon Meisterdetektiv Pikachu, die auf dem gleichnamigen Videospiel basiert.
Letterman ist Vater von zwei Kindern.

## Filmografie
Regie
- 1999: Los Gringos (Kurzfilm)
- 2004: Große Haie – Kleine Fische (Shark Tale, auch Drehbuch)
- 2009: Monsters vs. Aliens (auch Drehbuch)
- 2010: Gullivers Reisen – Da kommt was Großes auf uns zu (Gulliver’s Travels)
- 2015: Gänsehaut (Goosebumps)
- 2019: Pokémon Meisterdetektiv Pikachu (Pokémon Detective Pikachu, auch Drehbuch)